# Steckbrief 7-73
Steckbrief 7-73 ist ein US-amerikanischer Kriminalfilm aus dem Jahr 1951 von John Berry mit John Garfield in seiner letzten Filmrolle und Shelley Winters in den Hauptrollen. Der Film noir basiert auf dem Roman He Ran All the Way von Sam Ross.

## Handlung
Nick Robey befürchtet, für immer unter Mordverdacht zu stehen, trotzdem plant er mit seinem Freund Al Molin einen Raub. Die beiden überfallen einen Eisenbahn-Angestellten, der die Lohngelder transportiert. Bei der Flucht wird Al von einem Polizisten erschossen. Nick wiederum muss den Polizisten niederschießen, um flüchten zu können. Er will sich in einem öffentlichen Schwimmbad verstecken und stößt dort auf die nervöse Schwimmanfängerin Peg Dobbs. Da er alleine auffällig ist, will Nick Peg als Tarnung benutzen und beruhigt sie. Seine Frage, ob er sie nach Hause bringen solle, beantwortet die naive Frau mit Ja. Nick begleitet Peg zum Haus ihrer Eltern und wird dort den Eltern und dem jüngeren Bruder Tommy vorgestellt. Die Familie verabschiedet sich kurz darauf, um in ein Kino zu gehen. 
Alleine mit Peg in der Wohnung fühlt sich Nick unwohl. Peg versucht ihn zu beruhigen, doch Nick erleidet einen Nervenzusammenbruch und gesteht ihr, in großen Problemen zu stecken. Als die Eltern mit Tommy heimkommen, fürchtet er, dass die mittlerweile seine Identität herausgefunden haben könnten. Er bedroht Peg mit seiner Pistole und gesteht ihr, der Polizistenmörder zu sein. Mr. Dobbs, der für die Zeitung arbeitet, erklärt, dass bisher nur Molin identifiziert werden konnte. In der Morgenzeitung ist jedoch ein Fahndungsfoto von Nick abgebildet. Mr. Dobbs versucht, die Zeitung zu verstecken, doch Nick sieht die Schlagzeile und sein Bild. Nick befürchtet, dass er von der Familie an die Polizei verraten wird und beschließt zu bleiben. Er erlaubt, dass sie ihrer Alltagsroutine nachgehen, hält aber jederzeit ein Familienmitglied als Geisel bei sich. Peg, die in einer Bäckerei arbeitet, kommt zur Mittagspause nach Hause und bittet Nick zu gehen. Nick entgegnet, dass sein Interesse an ihr nur vorgespielt war, da er auf der Flucht sei. Peg kehrt zur Bäckerei zurück, in Vater rät ihr, bei einer Freundin unterzukommen. Pegs Kollegen raten ihr, ihre Schüchternheit zu überwinden, um endlich einen Partner zu finden. 
Peg verspätet sich, ihre Mutter beruhigt Nick, dass sie ihrer Tochter vertraue. Es kommt zu einem Streitgespräch, als Nick ihr mitteilt, dass Peg Interesse an ihm zeige. Die aufgeregte Mrs. Dobbs ist bei ihrer Näharbeit abgelenkt, verletzt sich und wird bewusstlos. Nick trägt sie auf die Couch. Als Mr. Dobbs von der Arbeit nach Hause kommt, findet er Tommy vor der Tür, der wegen Nick nicht in die Wohnung will. Zusammen treten sie ein und werden von Nick überrascht, der ein Festmahl vorbereitet hat. Mr. Dobbs verbietet seiner Familie, das Essen anzurühren, was Nick aufbringt. Er gibt einen Schuss ab und schimpft, dass man eher einer streunenden Katze Obdach gewähren würde als ihm. Spät Abends kehrt Peg in einem Abendkleid nach Hause zurück. Nick wird auf ihre weibliche Figur aufmerksam, küsst sie und bittet sie um ihre Unterstützung, die sie ihm bereitwillig gewährt. Als alle schlafen, macht Mr. Dobbs einen Kontrollgang. Er findet Pegs Kleid über einem Stuhl und befürchtet das Schlimmste. Am nächsten Morgen fragt Nick ihn, was er von seinem Leben erwarte. Der Vater stellt ihm die gleiche Frage und Nick antwortet, dass er Geld wolle. Er teilt Mr. Dobbs mit, dass Peg außer Haus sei, um für ihn ein Auto zu kaufen. Zwischen den Männern entbrennt ein Handgemenge, das durch Pegs Rückkehr beendet wird. Das Auto soll am Abend geliefert werden. 
Mr. Dobbs und Tommy können der Polizei berichten, dass Nick sich in ihrem Haus versteckt hält. Nick wird zunehmend paranoid und will von Peg wissen, welches Automodell sie gekauft habe. Er verlangt, die Rechnung zu sehen. Peg erklärt, dass sie ein gelbes Cabrio gekauft habe, kann aber die Rechnung nicht finden. Hysterisch zieht Nick seine Waffe und zwingt sie die Treppe hinunter. Als sie das Erdgeschoss erreichen, schießt Mr. Dobbs, der sich seine eigene Pistole geholt hat, in die Diele. Nick lässt seine Waffe fallen und hält Peg als Deckung vor sich. Er fordert sie auf, die Waffe aufzuheben. Als er nach der Waffe greift, schießt Peg auf ihn. Verletzt wankt Nick nach draußen und sieht das gerade gelieferte Cabrio am Straßenrand. Nick fällt zu Boden und stirbt, während Mr. Dobbs seine entsetzte Tochter in den Arm nimmt.

## Produktion

### Hintergrund
Gedreht wurde der Film vom 6. November bis Mitte Dezember 1950 in Long Beach, in Los Angeles sowie in den Motion-Picture-Center-Studios in Hollywood.
Die Filmrechte an dem Roman wurden ursprünglich 1947 von Liberty Films gekauft. Bob Roberts erwarb die Rechte 1950.
Die Zensurbehörde PCA beanstandete die exzessive Brutalität der Hauptfigur Nick Robey. So wurde verboten, den Mord an dem Polizisten darzustellen. Die Szene wurde umgeschrieben und aus der tödlichen eine schwere Verletzung gemacht. 
Sowohl John Garfield als auch Regisseur John Berry wurden von Komitee für unamerikanische Umtriebe auf die Schwarze Liste gesetzt und mit einem Berufsverbot belegt. Für beide war es der letzte Film ihrer Karriere. Autor Dalton Trumbo, der schon mit einem Berufsverbot belegt war, wurde im Abspann nicht erwähnt. Für ihn erhielt Guy Endore einen Credit. Trumbos Credit wurde 2000 durch die Writers Guild of America wiederhergestellt.

### Stab
Harry Horner war für das Szenenbild zuständig, Edward G. Boyle für die Ausstattung. Verantwortliche Toningenieure waren Mac Dalgleish und Victor B. Appel. Arnold Laven arbeitete als Dialogregisseur, Robert Justman als Produktionsassistent.

## Synchronisation
| Rolle      | Schauspieler    | Deutscher Synchronsprecher |
| ---------- | --------------- | -------------------------- |
| Nick Robey | John Garfield   | Ernst Wilhelm Borchert     |
| Peg Dobbs  | Shelley Winters | Gisela Trowe               |
| Mr. Dobbs  | Wallace Ford    | Alfred Balthoff            |
| Mrs. Robey | Gladys George   | Roma Bahn                  |
| Al Molin   | Norman Lloyd    | Erik Ode                   |

## Veröffentlichung
Die Premiere des Films fand am 20. Juni 1951 in New York statt. In der Bundesrepublik Deutschland kam er am 26. Februar 1952 in die Kinos, in Österreich im April 1952.

## Kritiken
Der Filmkritiken-Aggregator Rotten Tomatoes hat in einer Auswertung von acht Kritiken eine Zustimmungsrate von 88 Prozent errechnet. Das Publikumsergebnis hat sich bei 67 Prozent positiver Bewertungen eingependelt.
Das Lexikon des internationalen Films schrieb: „Psychologisierender Kriminalfilm, der mit atmosphärischer Dichte und der hervorragenden Leistung John Garfields in seiner letzten Filmrolle zu packen weiß.“
Die Filmzeitschrift Cinema befand: „Toller Abgang des 1952 zu früh gestorbenen Garfield. Fazit: Brillant gespieltes Psychogramm.“
Bosley Crowther von der The New York Times merkte an, dass ein sehr dünner Strang Plausibilität äußerst weit gestreckt werde. Der Film erzähle eine raue und scharfe Geschichte und hänge in Hinsicht auf seinen Eindruck von der Aufrechterhaltung des Glaubens ab, dass die Familie alles still hinnehme. Ohne Frage haben Butler und Endore ein mit Schocks vollgestopftes Drehbuch aus dem beißenden Roman gemacht.
Philip French bezeichnete den Film in der Zeitung The Guardian als rau, hart und schnell, mit dem großartigen Antihelden John Garfield in seiner letzten Rolle. Der erstklassige, unbekannte Film sei voller Tragik und wurde wundervoll ausgeleuchtet.
Für Michael Sragow vom Magazin The New Yorker lieferte Regisseur John Berry seine mit Abstand beste Regieleistung ab.
Der Kritiker des TV Guide sah einen Film mit John Garfield in Topform, der eine fesselnde Darbietung zeige und einer ebenfalls guten Shelley Winters.